# Jo Lemaire
Jo Lemaire (Gembloers, 31 januari 1956) is een Belgische zangeres. In 1981 had ze een nationale en Europese hit met het Serge Gainsbourg nummer: "Je suis venue te dire que je m'en vais".

## Biografie
Jo Lemaire werd in Gembloers (Gembloux) in de provincie Namen geboren. Eind jaren zeventig begon haar muzikale carrière.

### Jo Lemaire & Flouze
Eind jaren zeventig begon Jo Lemaire haar muzikale loopbaan met de newwavegroep Jo Lemaire & Flouze. De groep werd opgericht in 1977 door Jo Lemaire en haar toenmalige echtgenoot Philippe Depireux. In 1978 werden in eigen beheer twee singles uitgebracht, "Stakhanov" en "Thief Forever". In 1979 volgde het gelijknamige debuutalbum Jo Lemaire + Flouze. De volgende single "So static" uit 1979 was redelijk succesvol. In 1980 volgde het tweede album Precious Time, met de gelijknamige single. Het was het derde album Pigmy World waarmee de groep in 1981 echt doorbrak. Met haar cover van Serge Gainsbourgs "Je suis venu te dire que je m’en vais" had ze zowel in België als de rest van Europa een grote hit. Flouze had in de loop der jaren een zeer wisselende samenstelling, muzikanten kwamen en gingen. Toen Flouze en Jo Lemaire uit elkaar gingen en er een echtscheiding tussen haar en haar man Philippe Depireux volgde begon ze haar leven met een nieuwe lei.

### Solo
In 1982 verhuisde ze met haar nieuwe vriend Fa Vanham naar Bilzen in Limburg.
Haar nieuwe album, Concorde (1983) werd goed ontvangen en was een redelijk succes, zowel in Vlaanderen als Wallonië. De plaat bestond uit een Franstalige en een Engelstalige kant. In 1984 lag een tweede, titelloos album in de platenzaken, geproduceerd door Jean-Marie Aerts. Het was een Franstalig album dat minder succesvol was dan de voorganger. Haar derde soloplaat, "Stand Up" kwam uit in 1987. Lemaire was overgestapt van Phonogram België naar Polygram International. Deze Engelstalige plaat werd niet helemaal zoals zij hem had bedoeld en evenals haar vorige albums haalde het de hitlijsten niet. Maar de gelijknamige single "Stand Up" haalde de 28e plaats in de Vlaamse Ultratop 50 Singles. Sindsdien kende haar carrière afwisselend pieken en dalen.
Via haar concerten en meertaligheid kreeg Lemaire fans in België, Nederland, Frankrijk, Canada en Duitsland. Ze nam deel aan de "Transmusicales de Rennes", de "Printemps de Bourges" en de tournee "Rock en France".
Duelle (1990), een plaat vol sobere Franse chansons ging goud en werd een succes in Frankrijk. Datzelfde jaar zong ze voor het eerst in het Nederlands op de hommage-cd Turalura, waarop ze Will Tura's "Heimwee naar huis" vertolkte.
Haar album Liverpool (1994) werd in de gelijknamige Britse stad opgenomen. De Britse soulzangeres Carmel was co-zangeres en producer.

### Latere jaren
In 1998 speelde ze een rol in de musical Brel Blues, een hommage aan de liedjes van Jacques Brel. Datzelfde jaar nam ze een plaat op waarop haar bekendste liedjes door Vlaamse schrijvers en muzikanten (waaronder Wigbert, Geert van Istendael, Benno Barnard) vertaald worden.
Een jaar later coverde ze tijdens haar concerten liedjes van Édith Piaf. Een van haar concerten belandde ook op cd en er werd een televisiedocumentaire rond gemaakt.
In 2000 toerde de zangeres met een concertprogramma langs Vlaamse scholen waar ze op een speelse manier de jeugd interesse en smaak voor de Franse taal trachtte bij te brengen. Het werd een succes waaruit twee cd's volgen ("Eventail Junior"), gebaseerd op personages uit de strip Suske en Wiske.
In 2001 nam ze met producer Frank Duchêne (ex-Hooverphonic) en songschrijvers Michel Bisceglia en Ronny Mosuse het album Flagrants Délices op. De single "La saison des amours" was de voorbode van het album dat vol akoestische popsongs en enkele big band-nummers stond.
Op 31 januari 2005 trad Lemaire op in de BOZAR te Brussel in het bijzijn van koningin Paola.
In 2007 nam ze samen met Rocco Granata het lied "La Vie à Deux" op, waarvan de videoclip werd opgenomen in Restaurant Sardis.

## Onderscheidingen
- 2021: Commandeur in de Kroonorde.[1]

## Discografie

### Albums
Met Flouze
- "Jo Lemaire + Flouze" (1979)
- "Precious Time" (1980)
- "Pigmy World" (1981)

Solo
- "Concorde" (lp, Vertigo - 1983 - heruitgebracht op cd in 1994)
- "Jo Lemaire" (lp, Vertigo - 1984)
- "Stand up" (lp, Mercury - 1987)
- "Duelle" (cd, WEA - 1990)
- "Aujourd'hui" (cd, WEA - 1992)
- "Liverpool" (cd, WEA - 1994)
- "Jour et nuit" (cd, WEA - 1997)
- "Enkelvoud" (cd, WEA - 1998)
- "Une Vie" (cd, Universal - 1999)
- "Flagrants Délices" (cd, Universal - 2001)
- "Jo Prend La Mer" (cd, Maestro Music- 2003)

Compilaties
- "Master Serie" (Polygram - 1994)
- "Tranches de vie" (WEA - 1996)
- "Ses Plus Grands Succès" (PTB, 1999)
- "Master Serie vol II" (Universal, 1999)
- "La Vie à Deux" (Rocco Granata, 2007)

| Album met hitnotering(en) in de Vlaamse Ultratop 200 albums | Datum van verschijnen | Datum van binnenkomst | Hoogste positie | Aantal weken | Opmerkingen |
| ----------------------------------------------------------- | --------------------- | --------------------- | --------------- | ------------ | ----------- |
| Enkelvoud                                                   | 1998                  | 03-10-1998            | 49              | 1            |             |
| Ses plus grands succès                                      | 1999                  | 10-04-1999            | 13              | 8            |             |

### Singles
| Single met hitnotering(en) in de Vlaamse Ultratop 50 | Datum van verschijnen | Datum van binnenkomst | Hoogste positie | Aantal weken | Opmerkingen        |
| ---------------------------------------------------- | --------------------- | --------------------- | --------------- | ------------ | ------------------ |
| Je suis venue te dire que je m'en vais               | 1981                  | 16-01-1982            | 9               | 10           | met Flouze         |
| Parfum de rêve                                       | 1983                  | 04-06-1983            | 40              | 1            |                    |
| Stand Up                                             | 1987                  | 06-06-1987            | 28              | 3            |                    |
| La nuit te ressemble                                 | 1990                  | 02-06-1990            | 50              | 1            |                    |
| La complainte pour Sainte Cathérine                  | 1994                  | 17-12-1994            | 31              | 2            | met Carmel McCourt |